# هی لیپینگ
هی لیپینگ (انگلیسی: He Liping؛ زادهٔ ۱۳ نوامبر ۱۹۷۲) بازیکن سافت‌بال اهل چین است.